# 少女战争
少女战争（捷克語：Dívčí válka）是源自波希米亚地区的传说，故事讲述一场女性反抗男性的起义。根据传说，少女战争发生在8世纪。这个传说最早出现在12世纪布拉格的科斯马斯的著作《波希米亚人编年史》中，主要通过18世纪至19世纪间捷克作家瓦茨拉夫·塔姆、阿洛依斯·伊拉塞克等人的相关戲劇和浪漫主义史诗作品所引起的民族复兴主义大众化而为人所知。故事在早期版本中充满幽默感，被称为“游戏”，后来在14世纪《达利米尔编年史》中被改写为真实战争的形式。

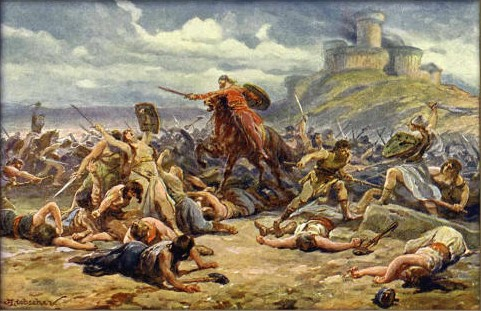
以少女战争为主题的油画

## 传说

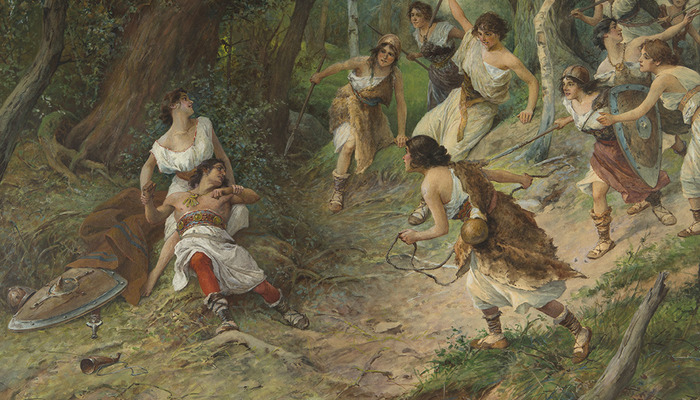
以莎尔卡和茨蒂拉德的故事为主题的油画

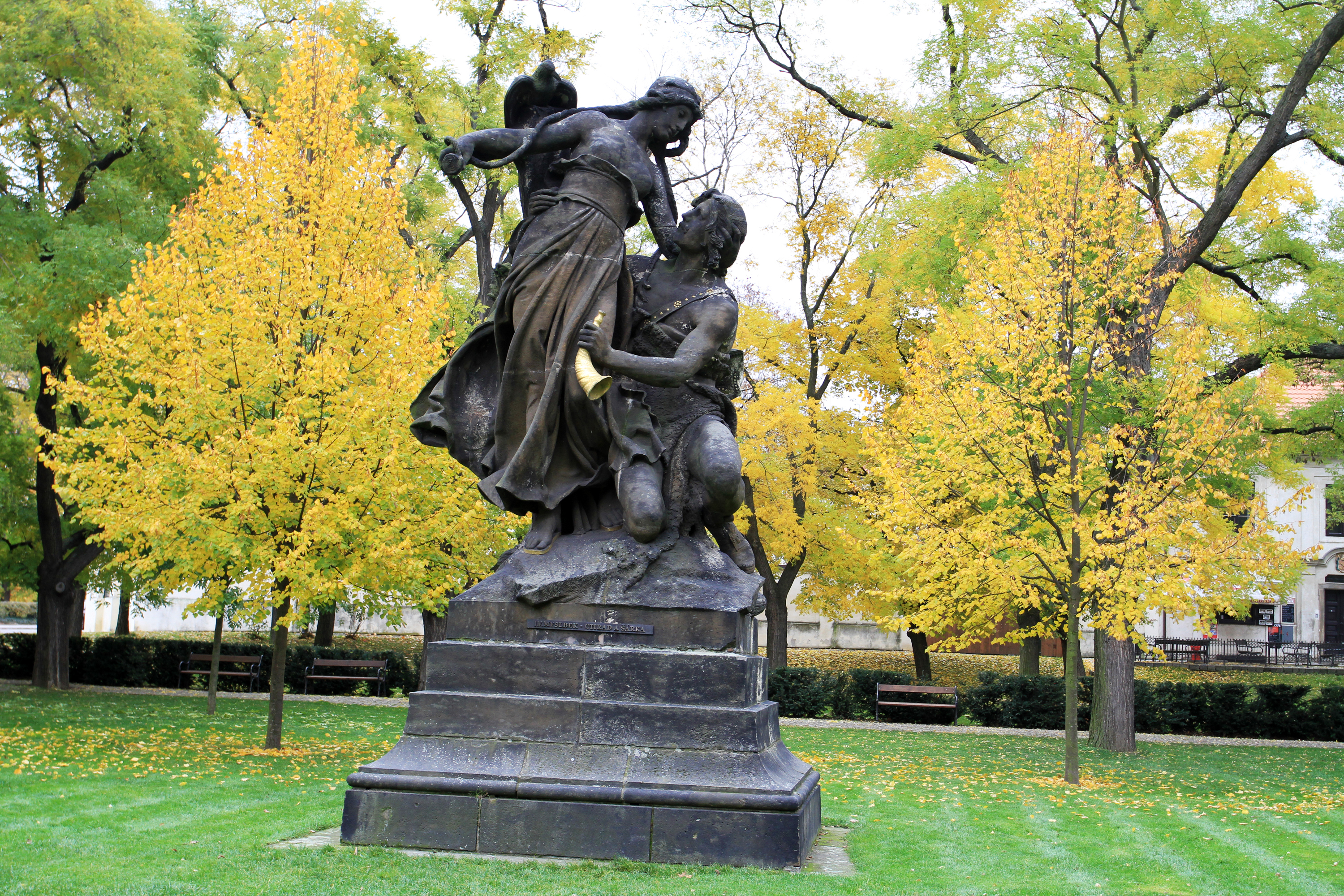
以莎尔卡和茨蒂拉德的故事为主题的塑像

波希米亚女王莉布丝去世后，其最中意的侍女长弗拉丝塔带领一群女孩对抗莉布丝的丈夫普熱米斯爾的军队，并修建了少女城堡。弗拉丝塔派出其麾下的美貌女孩，用她们的魅力迷惑男人，并领导了对进犯少女城堡的军队的反击，女孩们多次战胜。男人们躲藏在不远处的高堡。
普熱米斯爾在莉布丝去世之前做过一个梦，梦中一名武装女人践踏着几名男人的尸体，把他们的血收集在杯子里喝了下去。因此，普熱米斯爾向轻视女人的男人们发出了警告，但他们并没有理会他的警告。
在几次战斗中，女孩们往往占据上风。然而，许多女孩被一位名叫茨蒂拉德的年轻军官杀害。于是，女孩们制定了一个计划。弗拉丝塔的副官莎尔卡将自己绑在一棵树上，计划诱捕茨蒂拉德。茨蒂拉德带领着一群士兵经过，莎尔卡声称自己在森林里被叛军女孩袭击并被绑在那里，差点被带到少女城堡参加她们的“邪恶活动”，她们还把一只号角和一罐蜂蜜酒放在她碰不到的地方来嘲笑她，并在听到马蹄声后就逃跑了。茨蒂拉德相信了她的说辞，将她从树上解了下来。莎尔卡给士兵们倒了蜂蜜酒。士兵们以为这是莎尔卡在表示谢意，并不知道莎尔卡等人在蜂蜜酒里放了安眠药。当所有士兵都昏睡后，莎尔卡吹响了号角，示意其他叛军女孩从藏身之处出来，和她一起把士兵都屠杀了。茨蒂拉德被俘，然后在少女城堡被折磨，最后车裂处死。发生这一事件的山谷所在的自然公园如今被称为迪沃卡·莎尔卡，意为“野生莎尔卡”。
根据这个传说的另一个版本，莎尔卡从迪沃卡·莎尔卡的一块岩石上跳崖自尽，这块岩石后来被称为“少女之跃”。
全国的男人们得知此事后非常愤怒，开始在大街上殴打、抓捕、杀害妇女，并将她们的尸首带到高堡。弗拉丝塔也怒不可遏，率领全军向高堡进发，士兵们冲出城堡，一场激烈的战斗开始了。弗拉丝塔在战场上遭到围攻，被从马上拖下来并被砍成碎片。失去指挥官的女孩们开始逃离战场。许多女孩在溃败中倒下，那些逃往少女城堡避难的女孩们也被追赶她们时冲进城堡的士兵杀死。士兵们并没有原谅杀害茨蒂拉德和他的同伴的女孩们，即使她们是姐妹或其他血亲。少女城堡被焚毁，女性的统治结束。

## 原型

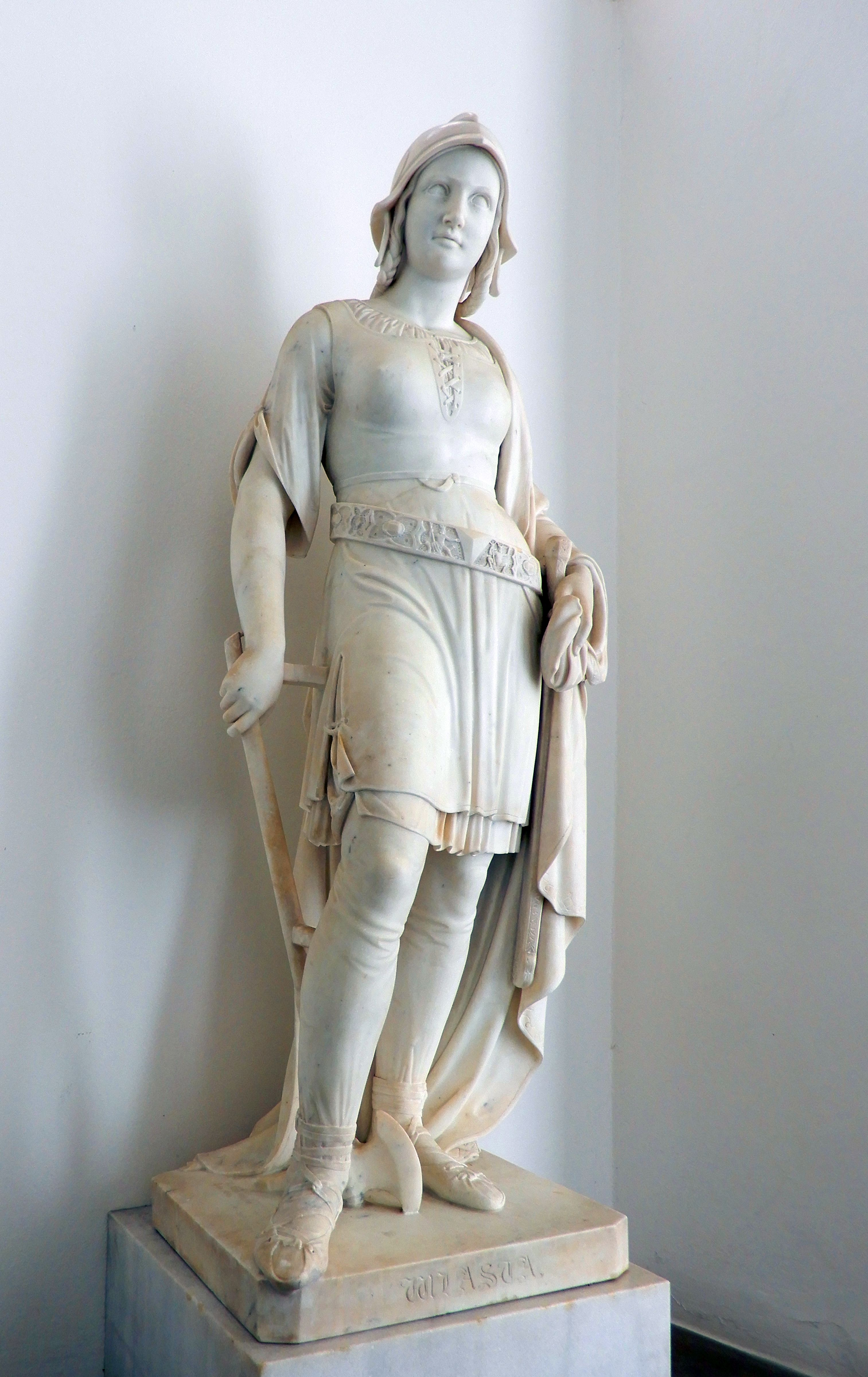
弗拉丝塔雕塑（1842年）

布拉格的科斯马斯在《波希米亚人编年史》描述了布拉格建立后的故事，内容蕴含色情暗示，其中“和平的缔结”则让人想起罗马神话中強暴薩賓婦女的故事。
当解渴者需要时，新的饥渴就会产生，
其他有欲望的人几乎不会停留到晚上。
那是夜晚，月光灿烂，天空晴朗。
然后其中一个人吹响了号角并做出了手势，说道：
“你玩够了，吃够了，喝够了，
已经醒了，银色的金星用响亮的号角唤醒你。”
14世纪，马黎诺里在《达利米尔编年史》中重新讲述了这个故事。新版本的故事包含主角的名字、邀请女孩们前往高堡以及她们所受到的羞辱并引发弗拉丝塔最后进攻的主要剧情、支配与臣服以及性绑缚元素，取自西古尔多维和西格尔德里费的日耳曼故事。根据一些观点，《达利米尔编年史》还将这个故事与卢卡战争的故事联系起来，而弗拉丝塔这个名字是卢卡领主的名字弗拉斯蒂斯拉瓦的衍生词。
14世纪下半叶，普日比克·普尔卡瓦在其编年史中完成了对描述战争血腥的转变，其中原有的色情主题也消失了。16世纪上半叶，瓦茨拉夫·哈耶克在其编年史中将更多残酷的细节添加到这个故事中。

## 解析

弗拉丝塔画像（布拉格霍莱绍维采，杜克尔斯基赫街44号）

这个传说常常被解释为古代母權制与父權制之间斗争的证明。
也有分析认为这是布拉格的科斯马斯对有关亚马逊人的古代主题的文学处理。
此外，少女战争也可以被解释为早期的伊凡·庫帕拉節。节庆包括三天的青少年游戏、宴会和仪式性的群交。在这些庆祝活动中，女孩们和男孩们在城堡模型上摔跤、滥交，参加标枪和马术比赛，节庆通常以集体訂婚收尾。当地一些仪式名称亦含有“奥索布拉格的少女城堡”等字眼。
这个故事还与萨克索·格拉玛提库斯所描述的吕根岛的丰收仪式相似，参与者一起用食物和饮料“制作符号”，尽管编年史家的意思可能只是一起享用盛宴。然而，根据亚茨卡·巴纳斯兹凯维切的说法，这个故事让人想起北欧神话中亞薩神族和华纳神族之间的战争结束时的盛宴，可能是在通过神话隐射人类社会的婚姻制度。类似的仪式在瑞士一直延续到近代，在5月的第一个星期日，女孩们和男孩们建造木制的“爱情城堡”，男孩们在那里征服女孩们，整个活动以一场盛宴和舞蹈结束。

## 流行文化

### 音乐·歌剧·电影
捷克作曲家贝多伊齐·斯美塔那在其1875年的交响诗《莎尔卡》中描绘了少女战争，这也是其交响诗集《我的祖國》的一部分。
这个传说为多部歌剧的创作提供了灵感，包括兹德涅克·菲比赫1897年和莱奥什·雅纳切克1925年的两部同名歌剧《莎尔卡》以及弗兰蒂舍克·林戈·切赫1985年的歌剧《少女战争》。
德国导演孔斯坦廷·韦尔内尔2009年执导的电影《异教女王》中讲述了少女战争。

### 动画·漫画·游戏
捷克导演伊里·特尔恩卡在其1953年的動畫電影《老捷克传奇》中描绘了少女战争。
日本漫画家大西巷一2013年开始连载的漫画系列《乙女战争》中的女主角名为莎尔卡，被设定为一位参加胡斯战争的年轻女孩，共十二卷，其中从第五卷开始更多地还原了早期版本所带有的兒童色情和亚当派要素。
2018年動作角色扮演遊戲《天国：拯救》中讲述了少女战争，背景设定在1403年的波希米亚。